# Moldova (Lüganuse)
Moldova is een plaats in de Estlandse gemeente Lüganuse, provincie Ida-Virumaa. De plaats heeft de status van dorp (Estisch: küla) en telt 26 inwoners (2021).
Moldova ligt aan de Finse Golf.